# Prepona zoranthes
Prepona zoranthes är en fjärilsart som beskrevs av Hans Fruhstorfer 1916. Prepona zoranthes ingår i släktet Prepona och familjen praktfjärilar. Inga underarter finns listade i Catalogue of Life.